# Orthoperus aeneocollis
Orthoperus aeneocollis är en skalbaggsart som beskrevs av Willis Blatchley 1927. Orthoperus aeneocollis ingår i släktet Orthoperus och familjen punktbaggar. Inga underarter finns listade i Catalogue of Life.